# Чемпионат мира по академической гребле 1985
15-й чемпионат мира по академической гребле прошёл с 26 августа по 1 сентября 1985 года на гребном канале Хазевинкель близ Мехелена (Бельгия).

## Медалисты

### Мужчины
| Дисциплина                | Золото | Золото  | Серебро | Серебро | Бронза | Бронза  |
| ------------------------- | --- | ------- | --- | ------- | --- | ------- |
| Одиночки M1x              | Перти Карппинен Финляндия | 6:48,08 | Эндрю Саддат США | 6:50,96 | Петер-Михаэль Кольбе ФРГ | 6:59,75 |
| Двойки парные M2x         | ГДР · Томас Ланге · Уве Хеппнер | 6:15,49 | СССР · Николай Чуприна · Юрий Зеликович | 6:19,48 | Швейцария Юрг Вайтнауэр Урс Штайнеманн | 6:22,27 |
| Двойки без рулевых M2-    | СССР · Николай Пименов · Юрий Пименов | 6:38,39 | Великобритания · Адам Клифт · Мартин Кросс | 6:38,47 | Испания · Фернандо Климент · Луис Ласуртеги | 6:40,23 |
| Двойки с рулевыми M2+     | Италия · Кармине Аббаньяле · Джузеппе Аббаньяле · Джузеппе Ди Капуа (рул) | 6:53,40 | Румыния · Димитрие Попеску · Василе Томоягэ · Думитру Рэдукану (рул) | 6:56,04 | ГДР · Томас Кесслер · Уве Гаш · Олаф Гершау (рул) | 6:57,80 |
| Четвёрки парные M4x       | Канада · Дуглас Хэмилтон · Роберт Миллс · Пол Доума · Мелвин Лаформ | 5:44,57 | ГДР · Йенс Кёппен · Рюдигер Райхе · Уве Сеглинг · Карл-Хайнц Бусерт | 5:44,85 | Чехословакия · Ян Вохоска · Зденек Буреш · Милош Заржецкий · Ярослав Шврчек                                                                                          | 5:47,42 |
| Четвёрки без рулевых M4-  | ФРГ Норберт Кесслау Фолькер Грабов Йёрг Путтлиц Гвидо Грабов | 6:00,19 | СССР · Йонас Нармонтас · Сергей Смирнов · Виктор Переверзев · Геннадий Крючкин | 6:01,25 | ГДР · Ханс Зенневальд · Томас Грайнер · Томас Бенш · Олаф Фёрстер | 6:03,87 |
| Четвёрки с рулевыми M4+   | СССР · Сигитас Кучинскас · Иван Высоцкий · Владимир Романишин · Игорь Зотов · Михаил Сасов (рул)                                                                              | 6:07,23 | Италия · Марио Лафранкони · Джованни Суарес · Джино Исеппи · Джузеппе Карандо · Сиро Мели (рул)                                                                                        | 6:08,79 | ГДР · Дитмар Шиллер · Карстен Шмелинг · Бернд Низекке · Бернд Айхвурцель · Хендрик Райхер (рул)                                                                      | 6:08,97 |
| Восьмёрки M8+             | СССР · Николай Комаров · Виктор Дидук · Йонас Пинскус · Вениамин Бут · Виктор Омельянович · Павел Гурковский · Александр Волошин · Андрей Васильев · Григорий Дмитренко (рул) | 5:33,71 | Италия · Агостино Аббаньяле · Серджо Каропрезо · Антонио Мауроджованни · Альфредо Боллати · Джованни Микколи · Маурицио Донна · Аннибале Веньер · Паскуале Марильяно · Сиро Мели (рул) | 5:34,58 | США · Джон Стротбек · Томас Кифер · Джонатан Смит · Курт Босбэк · Кристофер Пенни · Кевин Стилл · Кристофер Хантингтон · Майкл Тети · Марк Цембш (рул)               | 5:34,72 |
| Лёгкий вес                | |         | |         | |         |
| Одиночки LM1x             | Руджеро Веррока Италия | 7:05,80 | Раймунд Хаберль Австрия | 7:10,16 | Пол Фукс США | 7:10,56 |
| Двойки парные LM2x        | Франция · Люк Криспон · Тьерри Рено | 6:29,44 | Италия · Карло Гадди · Франческо Эспозито | 6:30,05 | ФРГ Хартмут Шефер Роланд Эренфельс | 6:32,50 |
| Четвёрки без рулевых LM4- | ФРГ Альвин Оттен Франк Рогаль Томас Йекель Вольфганг Биркнер | 6:12,44 | Италия · Франко Пантано · Дарио Лонгин · Нерио Джанотти · Мауро Торта | 6:14,97 | США · Эдвард Гриббин · Чарльз Коббс · Майкл Моррисон · Фред Мичини                                                                                                   | 6:17,18 |
| Восьмёрки LM8+            | Италия · Маурицио Лози · Микеле Савойя · Витторио Торчеллан · Массимо Лана · Стефано Шпремберг · Паоло Маростика · Андреа Ре · Фабрицио Равази · Массимо ди Деко (рул)        | 5:46,66 | США · Марк Хенли · Сеймур Денберг · Нил Олесен · Майкл Скотт · Джон Янгер · Питер Кермонд · Чарльз Батт · Стивен Шмитт · Джонатан Фиш (рул)                                            | 5:48,47 | Испания · Хосе Каньете · Хосе Креспо · Карлос Муньеса · Хасинто Асенси · Виктор Льоренте · Фернандо Молина · Эулохио Хенова · Бенито Элисальде · Ибон Алькорта (рул) | 5:50,88 |

### Женщины
| Дисциплина                        | Золото | Золото  | Серебро | Серебро | Бронза | Бронза  |
| --------------------------------- | --- | ------- | --- | ------- | --- | ------- |
| Одиночки W1x                      | Корнелия Линзе ГДР | 7:40,37 | Валерия Рэчилэ Румыния | 7:45,85 | Энн Марден США | 7:48,43 |
| Двойки парные W2x                 | ГДР · Сильвия Швабе · Мартина Шрётер | 6:58,80 | Румыния · Марьоара Попеску · Элисабета Оленюк | 7:05,70 | Болгария · Магдалена Георгиева · Виолета Нинова | 7:06,52 |
| Двойки распашные W2-              | Румыния · Родика Арба · Елена Флоря | 7:25,08 | США · Шерри Кассуто · Сьюзен Брум | 7:31,96 | ГДР · Керстин Тусайнт · Рамона Хайн | 7:34,44 |
| Четвёрки парные W4x               | ГДР · Рамона Бальтазар · Биргит Петер · Ютта Хампе · Кристина Мундт                                                                                                 | 6:22,47 | СССР · Антонина Думчева · Наталья Григорьева · Елена Хлопцева · Елена Братишко                                                                                   | 6:23,99 | Румыния · Анишоара Бэлан · Вероника Коджану · Анишоара Сорохан · Маричика Йордаке                                                                                        | 6:29,09 |
| Четвёрки распашные с рулевыми W4+ | ГДР · Керстин Шпиттлер · Ютта Абромайт · Штефани Гётцельт · Карола Лихай · Даниэла Нойнаст (рул)                                                                    | 6:50,08 | Румыния · Флорика Лаврик · Мария Фричою · Кира Апостол · Ольга Буларда · Вьорика Йожа (рул)                                                                      | 6:53,33 | Канада · Лайза Робертсон · Барбара Армбруст · Кристин Кларк · Патриша Смит · Лесли Томпсон (рул)                                                                         | 6:55,67 |
| Восьмёрки W8+                     | СССР · Елена Пухаева · Сария Закирова · Елена Терёшина · Марина Супрун · Марина Знак · Ирина Тетерина · Наталья Яценко · Лидия Аверьянова · Валентина Хохлова (рул) | 6:14.00 | ГДР · Зузанне Хайнике · Герлинде Добершюц · Беатрикс Леман · Мартина Вальтер · Катрин Турм · Уте Штанге · Катрин Динстбир · Карола Хорниг · Зильке Кречмар (рул) | 6:14,89 | Румыния · Дойна Бэлан · Марьоара Трашкэ · Ливия Тьеану · Михаэла Армэшеску · Адрьяна Келариу · Каролина Матей · Камелия Дьяконеску · Луча Тоадер · Екатерина Оанча (рул) | 6:19,49 |
| Лёгкий вес                        | |         | |         | |         |
| Одиночки LW1x                     | Адэр Фергюсон Австралия | 7:59,82 | Мария Микша Румыния | 8:01,58 | Энн Мартин США | 8:02,74 |
| Двойки парные LW2x                | Великобритания · Линда Кларк · Берил Крокфорд | 7:30,52 | ФРГ Бригитте Хелмерс Альрун Урбах | 7:33,31 | Франция · Дезире Декрем · Изабель Линьян | 7:38,90 |
| Четвёрки распашные LW4-           | ФРГ Моника Вольф Соня Петри Клаудия Энгельс Эвелин Хервег | 7:05,31 | США · Сэнди Кендалл · Дженнифер Маррон · Марис Видмер · Шарлотта Холлингс                                                                                        | 7:10,38 | Австралия · Дениз Реннекс · Карин Ридель · Аманда Кросс · Гейл Тугуд | 7:12,84 |

## Командный зачёт
| Место | Страна         | Золото | Серебро | Бронза | Всего |
| ----- | -------------- | ------ | ------- | ------ | ----- |
| 1     | ГДР            | 5      | 2       | 4      | 11    |
| 2     | СССР           | 4      | 3       | 0      | 7     |
| 3     | Италия         | 3      | 4       | 0      | 7     |
| 4     | ФРГ            | 3      | 1       | 2      | 6     |
| 5     | Румыния        | 1      | 5       | 2      | 8     |
| 6     | Великобритания | 1      | 1       | 0      | 2     |
| 7     | Австралия      | 1      | 0       | 1      | 2     |
| 7     | Канада         | 1      | 0       | 1      | 2     |
| 7     | Франция        | 1      | 0       | 1      | 2     |
| 10    | Финляндия      | 1      | 0       | 0      | 1     |
| 11    | США            | 0      | 4       | 5      | 9     |
| 12    | Австрия        | 0      | 1       | 0      | 1     |
| 13    | Испания        | 0      | 0       | 2      | 2     |
| 14    | Болгария       | 0      | 0       | 1      | 1     |
| 14    | Чехословакия   | 0      | 0       | 1      | 1     |
| 14    | Швейцария      | 0      | 0       | 1      | 1     |
| Всего | Всего          | 21     | 21      | 21     | 63    |